# Jeanne d'Arc (1930)
Pour les articles homonymes, voir Jeanne d'Arc (homonymie).
Pour les autres navires du même nom, voir Jeanne d'Arc (navire).
La Jeanne d'Arc est un croiseur école de la Marine française, en service de 1931 à 1964, qui a participé à la Seconde Guerre mondiale.

## Histoire

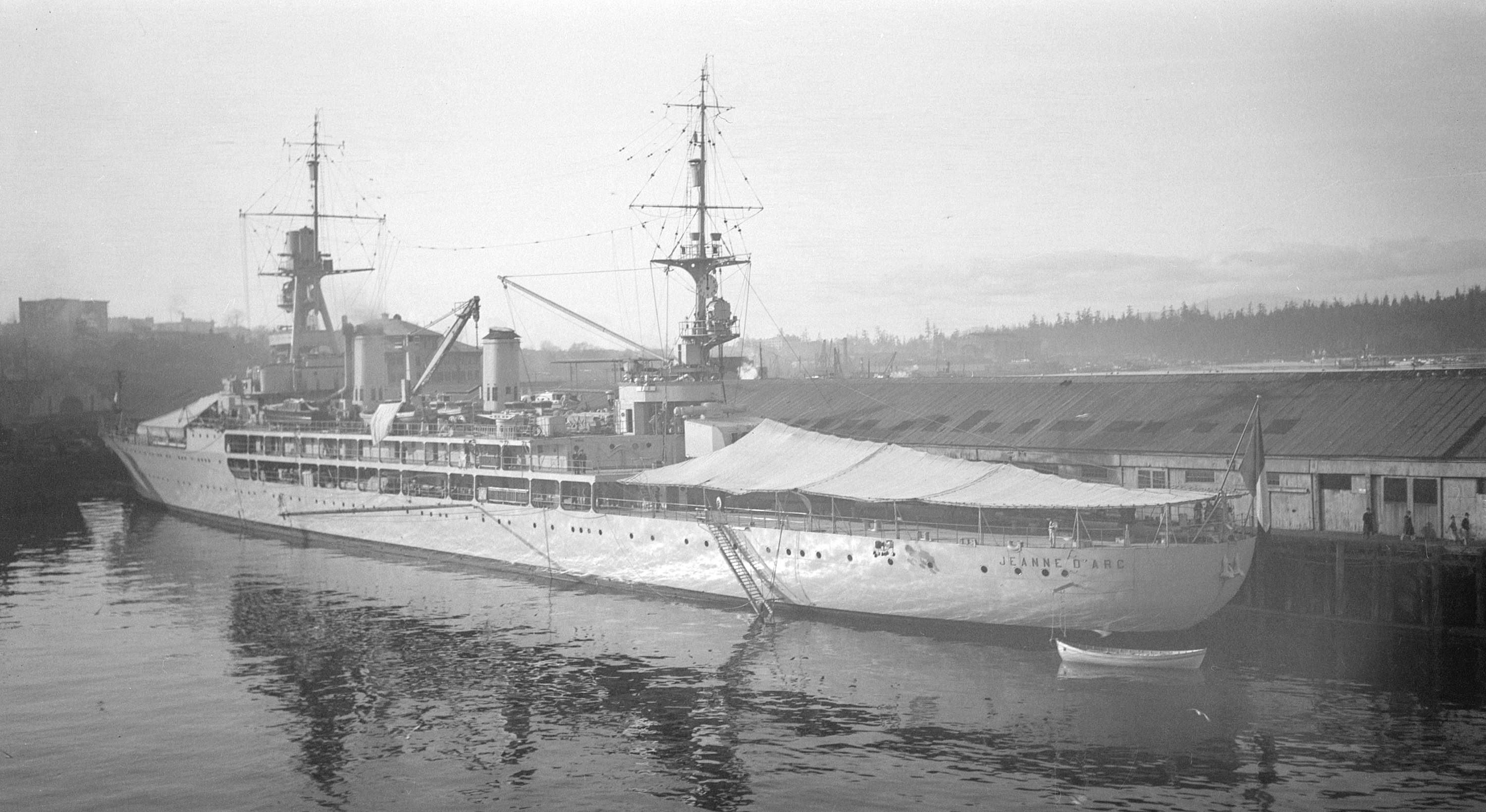
La Jeanne d'Arc à Vancouver le 9 janvier 1935.

### Construction
La construction de la Jeanne d'Arc débute à Saint-Nazaire en 1928 et elle s'achève seulement 2 ans après. Les plans sont de l'ingénieur du Génie maritime Antoine. Cette unité est conçue pour être à la fois un navire-école et un bâtiment de guerre opérationnel.

### Première croisière

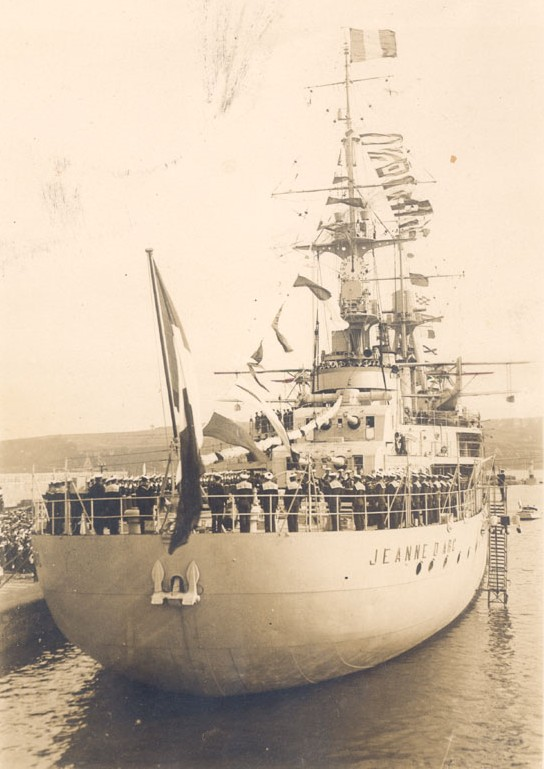
Vue arrière de la Jeanne d'Arc à Varna en Bulgarie.

En octobre 1931, la « Jeanne » comme l'appelle familièrement les marins, appareille pour sa première croisière d'application sous le commandement du capitaine de vaisseau André Marquis. Elle entame alors une tournée dans les pays d'Amérique du Sud afin d'augmenter l'influence de la France. Le croiseur école visite ensuite certains pays de la mer Noire en 1932.

### Seconde Guerre mondiale
Durant la Seconde Guerre mondiale, la Jeanne d'Arc est affectée à l'escadre de l'Atlantique  basée à Brest et prend part au blocus visant les cargos allemands présents dans les ports neutres. À la fin du mois de mai 1940, accompagnée du croiseur Émile Bertin, elle appareille de Brest et fait route vers le Canada, escortant un cargo transportant une partie de l'or de la Banque de France. Après avoir rejoint le porte-avions Béarn dans l'Atlantique, la force navale, sous le commandement du contre-amiral Rouyer, rallie Halifax saine et sauve. La Jeanne d'Arc rejoint ensuite les Antilles françaises, et reste à quai ou au mouillage en Martinique jusqu'en juillet 1943.
En avril 1943, l’équipage de la Jeanne d’Arc se mutine contre le régime de Vichy.
Elle rallie alors les Forces françaises combattantes et est modernisée en Afrique du Nord (débarquement des installations aéronautiques remplacées par des radars, équipement d'un ASDIC, remplacement de son artillerie anti-aérienne par 20 canons de 20 mm Oerlikon Mk 4 et 6 canons de 40 mm Bofors Mk 1/2 à la place des 11 canons de 37 mm et des 12 mitrailleuses de 13,2 mm d'origine française). En décembre, elle prend part aux opérations en Corse et au débarquement en Provence. Elle sera citée à l'ordre de la Nation pour les services rendus durant la guerre.

### Après-guerre
Après la guerre, elle reprend son activité de navire-école, comptant vingt-sept croisières d'application autour du monde à son actif.
En 1953, la Jeanne d'Arc est le lieu de tournage du film Le Grand Pavois de Jack Pinoteau avec Jean Chevrier et Marc Cassot.
En 1962, le 6 novembre, sa 25e campagne d'application débute, avec sa conserve , l'aviso-Escorteur Victor Schoelcher.  L'objectif s'apparente à un tour du monde : Atlantique, canal de Panama, Pacifique, Océan Indien, canal de Suez, Méditerranée puis Brest. Mais le 8 décembre, une rupture de la ligne d'arbre tribord déjà âgée oblige le navire à faire demi-tour au milieu du Pacifique. Le retour vers Tokyo, afin de recevoir le nouvel arbre, est marqué par l'événement des "Trois Glorieuses."

#### Les Trois Glorieuses
En 1963, le navire est victime d'une succession de 3 vagues scélérates, surnommées par la suite "les Trois Glorieuses". Une dénomination française pour un phénomène déjà appelé "Trois Sœurs".
Le 4 février, peu avant 10h, alors que le navire se situe entre Tokyo et Pearl Harbor, de grosse vagues déferlantes sont aperçues. Ce sont 3 vagues espacées d'une centaine de mètres qui frappent le navire et l'inclinent jusqu'à plus 35°. Le naufrage est évité grâce à une réaction rapide, face à ces vagues de 15–20 m de haut. Le Victor Schœlcher, proche de seulement 2 nautiques, fut témoin du phénomène sans pour autant le ressentir.
Bien qu'ayant duré une trentaine de secondes, l'événement fut si marquant que le commandant en second dut intervenir en rappelant "que la manière la plus sûre d'éviter les "événements de mer" consiste à ne jamais quitter la terre ferme."

#### Fin de service
En 1964, elle est retirée définitivement du service, remplacée par le porte-hélicoptères La Résolue qui prendra à son tour le nom de Jeanne d'Arc quand le croiseur école sera désarmé.

## Liste des commandants
La Jeanne d'Arc aura compté 20 commandants, de 1930 à 1964.
| N° | Nom                                         | Date de prise de commandement |
| 1  | Capitaine de vaisseau Marquis               | ...Juin 1930                  |
| 2  | Capitaine de vaisseau Donval                | 1er août 1933                 |
| 3  | Capitaine de vaisseau Latham                | 1er septembre 1935            |
| 4  | Capitaine de vaisseau Auphan                | 1er septembre 1937            |
| 5  | Capitaine de vaisseau Rouyer                | 5 mai 1939                    |
| 6  | Capitaine de vaisseau Vidil                 | ...juillet 1942               |
| 7  | Capitaine de vaisseau Delpeuch              | ...juin 1943                  |
| 8  | Capitaine de vaisseau Hourcade              | ...août 1944                  |
| 9  | Capitaine de vaisseau Fatou                 | ...avril 1946                 |
| 10 | Capitaine de vaisseau Cabanier              | 3 octobre 1947                |
| 11 | Capitaine de vaisseau Beaussant             | 2 octobre 1948                |
| 12 | Capitaine de vaisseau de Toulouse-Lautrec   | 2 septembre 1950              |
| 13 | Capitaine de vaisseau Amman                 | 29 septembre 1951             |
| 14 | Capitaine de vaisseau Béret                 | 20 août 1952                  |
| 15 | Capitaine de vaisseau Quérangal des Essarts | 21 août 1954                  |
| 16 | Capitaine de vaisseau Burin des Roziers     | 20 août 1955                  |
| 17 | Capitaine de vaisseau Dartigues             | 17 juillet 1957               |
| 18 | Capitaine de vaisseau de Bazelaire          | 18 juillet 1959               |
| 19 | Capitaine de vaisseau Storelli              | 20 juillet 1961               |
| 20 | Capitaine de vaisseau Postec                | 2 août 1963                   |

## Personnalités ayant servi à son bord
- Paul Louis Antoine Fontaine (1899-1976), lieutenant de vaisseau, campagnes 1931-1932 et 1932-1933